# Arytmetyka nasyceniowa

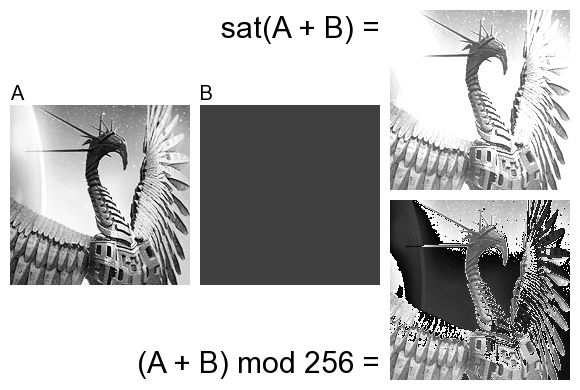
Dodawanie dwóch obrazów (A i B) z zastosowaniem arytmetyki nasyceniowej (górny) oraz artymetyki modulo (dolny)

Arytmetyka nasyceniowa (ang. saturation arithmetic) – sposób przeprowadzania obliczeń na całkowitych liczbach binarnych, w którym reakcją na przekroczenie zakresu liczb jest przypisanie wynikowi górnej bądź dolnej granicy zakresu. Arytmetyka ta znajduje zastosowanie m.in. w DSP (najczęściej w przetwarzaniu dźwięku i obrazu) — upraszcza programy i przyspiesza wiele algorytmów.
Dla porównania, arytmetyką powszechnie stosowaną w systemach komputerowych jest tzw. arytmetyka modularna (ang. wraparound arithmetic), tj. z wyniku uwzględniana jest zawsze określona liczba najmłodszych bitów, zaś fakt przekroczenia zakresu jest np. sygnalizowany przez procesor poprzez ustawienie określonych bitów w rejestrze flag – przy czym wykrywanie tej sytuacji i korygowanie wyników spoczywa na programie.
Obliczenia z nasyceniem dostępne są w popularnych procesorach komputerów osobistych posiadających rozszerzenia MMX, SSE2 i AVX2.

## Algorytm
Nasycanie wyniku przebiega według poniższego schematu:
```
wynik
 
po
ś
redni
 
:=
 
rezultat
 
pewnego
 
dzia
ł
ania
 
na

                  
liczbach
 
n
-
bitowych
 
przechowuj
ą
cych

                  
warto
ś
ci
 
z
 
zakresu
 
[
min
,
 
max
]
;

                  
wynik
 
po
ś
redni
 
przechowywany
 
jest

                  
na
 
wi
ę
kszej
 
ni
ż
 
n
 
liczbie
 
bit
ó
w

if
 
(
wynik
 
po
ś
redni
 
>
 
max
)
 
then

  
wynik
 
:=
 
max

else
 
if
 
(
wynik
 
po
ś
redni
 
<
 
min
)
 
then

       
wynik
 
:=
 
min

     
else

       
wynik
 
:=
 
wynik
 
po
ś
redni

```

Uwzględniając to oraz wiedząc, że bajt bez znaku może przechowywać liczby z zakresu od 0 do 255, jeśli do bajta o wartości 230 zostanie dodane 100, to wynikiem będzie 255, ponieważ wynik pośredni 330 przekracza dopuszczalny zakres.